# 1987
För andra betydelser, se 1987 (olika betydelser).
1987 (MCMLXXXVII) var ett normalår som började en torsdag i den gregorianska kalendern.

## Händelser

### Januari
- 1 januari – I Northwest Territories, Kanada byter staden Frobisher Bay namn till Iqaluit.
  - I Sverige startar Miljö- och energidepartementet sitt arbete och övertar ärenden från Jordbruksdepartementet och Industridepartementet.
- 2 januari – I Sverige lämnar Karin Söder partiledarskapet i Centerpartiet på grund av sjukdom [1].
- 3 januari – 49 personer omkommer då ett brasilianskt passagerarflygplan störtar [2].
- 4 januari
  - 15 personer omkommer och 172 skadas vid en tågolycka i Maryland, USA [2].
  - Camilla Nilsson vinner som första svenska dam någonsin, en alpin världscupdeltävling i Maribor, Jugoslavien [3].
- 10 januari
  - En köldvåg drar över Sverige. I Nattavaara uppmäts -52 °C.
  - 2 personer omkommer då en frusen växel orsakar en krock mellan ett lok och ett stillastående persontåg vid Stöde, Sverige [2].
- 30 januari – 54 personer omkommer då ett etiopiskt militärflygplan störtar [2].
- 15 januari – Krigsmaterielinspektören Carl-Fredrik Algernon omkommer när han under oklara omständigheter ramlar under ett tunnelbanetåg i Stockholm. Han var ett av huvudvittnena i utredningen om Bofors vapenexport [4]. Omständigheterna kring dödsfallet är oklara.[5]
- 19 januari – Bioteknikföretaget Fermenta stängs av från börsen sedan revisorerna har funnit allvarliga fel i bokföringen [6].
- 20 januari – En stor polisrazzia mot 20 kurder genomförs i jakten på Olof Palmes mördare. Spaningsledaren Hans Holmér medger att PKK är huvudspår [4].
- 21 januari – Bjarne Semb avsätts som chef för Thoraxkliniken vid Karolinska sjukhuset.
- 25 januari – 21-årige Stefan Edberg, Sverige vinner Australiska öppna.[6]

### Februari
- 1 februari – Patrik Sjöberg sätter världsrekord i höjdhopp inomhus med 2,41 m.
- 3 februari – En tjänsteman inom Stockholms stad spekulerar bort 442 miljoner kronor i optionsaffärer [3].
- 4 februari – Hans Holmér fråntas uppgiften som spaningsledare i jakten på Olof Palmes mördare då spaningarna urartat till en förvirrad och resultatlös process [1] efter en ifrågasatt razzia mot PKK.
- 8 februari – Sverige blir världsmästare i bandy genom att besegra Finland med 7-2 i finalen i Stockholm.
- 12 februari – Thomas Wassberg, Sverige blir världsmästare på 30 kilometer längdskidåkning för herrar i västtyska Oberstdorf före Aki Karvonen, Finland och Christer Majbäck, Sverige.
- 16 februari – En ny hundrakronorssedel med en bild av Carl von Linné introduceras i Sverige.
- 19 februari – Djurgårdsbrunns värdshus brinner ner.
- 20 februari – Mari-Helene Westin, Sverige blir världsmästare på 20 kilometer längdskidåkning för damer  i västtyska Oberstdorf [3] före Anfisa Reztsova, Sovjetunionen och Larisa Ptistyna, Sovjetunionen.
- 21 februari – Olof Johansson väljs till Centerpartiets nye partiordförande vid en extrainsatt partistämma [1]. Karin Söder avgår efter 200 dagar på grund av sviktande hälsa [4].

### Mars
- 1 mars – Nordiska språkkonventionen träder i kraft. Den stadgar att nordiska medborgare ska kunna använda sitt eget språk vid kontakt med myndigheter i hela Norden.
- 3 mars – Jan-Ove Waldner tar silvermedalj vid världsmästerskapen i bordtennis i New Delhi.
- 5 mars – Hans Holmér avgår som länspolismästare i Stockholm.
- 6 mars
  - 197 personer av 590 ombordvarande omkommer då färjan M/S Herald of Free Enterprise sjunker i hamnen i Zeebrygge, Belgien [1].
  - Martin Ardbo avgår som Bofors VD efter smugglingsanklagelser [3].
- 10 mars
  - Den svenska regeringen anklagas för kännedom om vapensmugglingen i Boforsaffären [7].
  - Den svenska TV-såpan Varuhuset har premiär.
- 16 mars
  - Panten på öl- och läskburkar i aluminium höjs till 50 öre.
  - Sveriges Radio avslöjar att Bofors har använt mutor för att sälja kanoner till Indien.

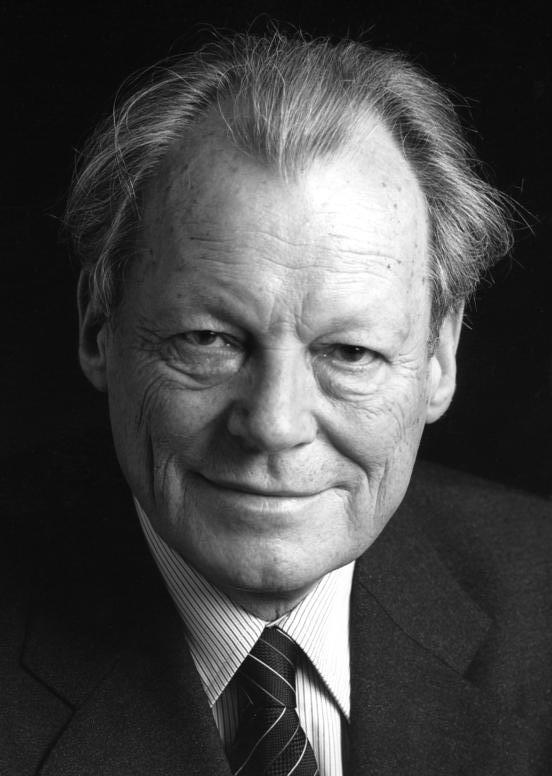
Willy Brandt avgår som partiordförande för de västtyska socialdemokraterna efter 23 år.

- 23 mars – Willy Brandt avgår som partiordförande för de västtyska socialdemokraterna efter 23 år.

### April
- 1 april -- Påven Johannes Paulus II påbörjar ett statsbesök i diktaturens Chile, som varar i 6 dygn.

- 12 april – Bofors anklagas för att ha lämnat mutor i samband med vapenorder till Indien på kanoner för 8 miljarder SEK [4]. Indiens försvarsminister V.P. Singh anklagar företaget för att ha betalat 145 miljoner SEK i mutor [3].
- 14 april – Statens Industriverk ger sitt godkännande till ett kolkraftverk vid Lilla Värtan i Stockholm.
- 21 april – 113 personer omkommer då en bomb detonerar vid en bussterminal i Colombo, Sri Lanka.

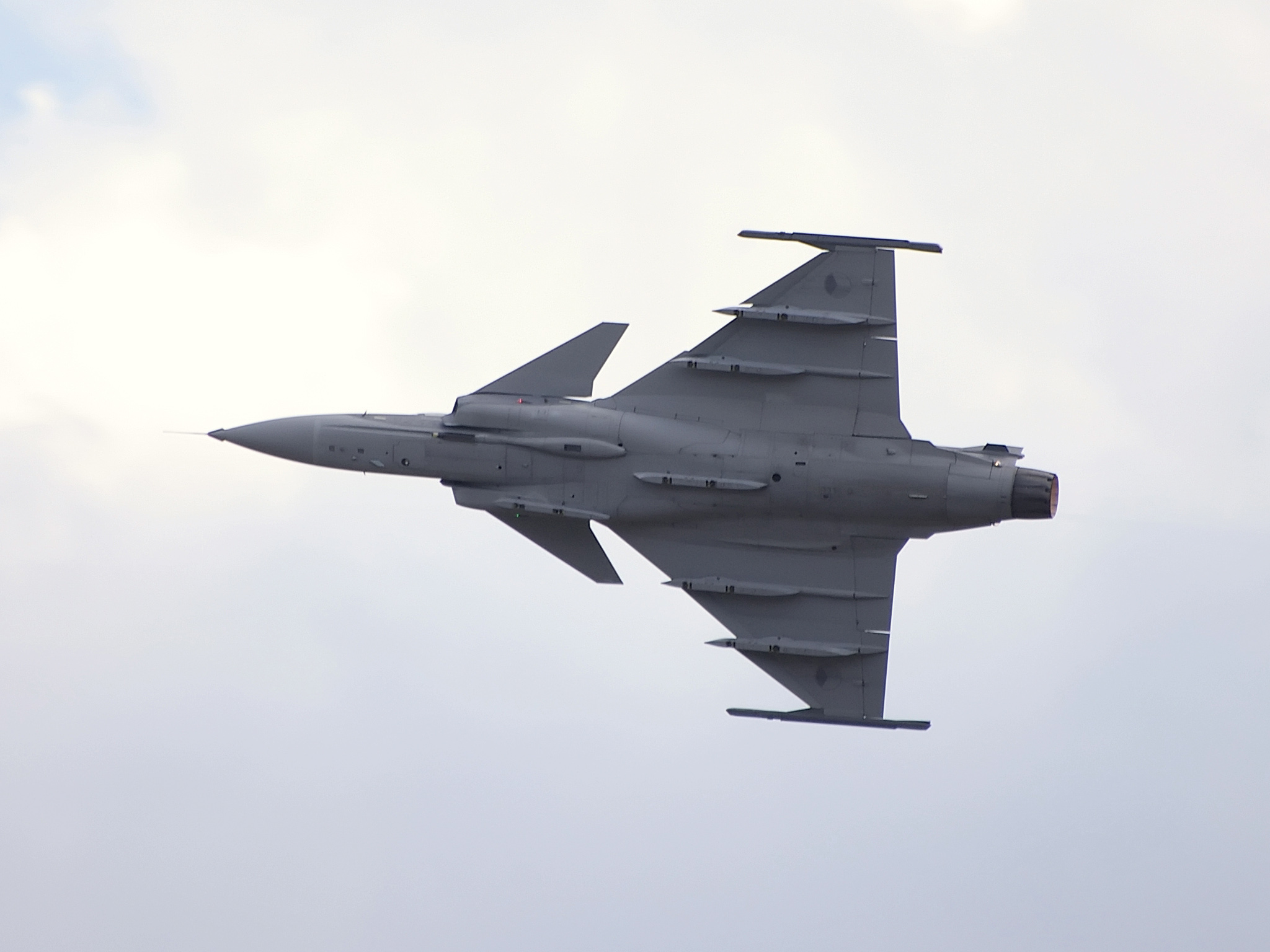
SAAB visar upp det första provexemplaret av Saab 39 Gripen.

- 26 april – SAAB visar upp det första provexemplaret av Saab 39 Gripen [6] i Linköping [3].
- April – Kristdemokraterna och Centerpartiet avslutar sitt valsamarbete.

### Maj

Mathias Rusts uppmärksammade flygtur.

- 3 maj – Sverige blir världsmästare i ishockey i Wien, vilket är Sveriges första världsmästartitel på 25 år [1].
- 6 maj – Sverige inför hjärndödsbegreppet efter omröstning i Sveriges riksdag [6]. Det nya dödsbegrepept underlättar för vissa typer av transplantationer [4].
- 9 maj – 183 personer omkommer då ett polskt flygplan störtar utanför Warszawa [2].
- 11 maj – Rättegången mot Klaus Barbie för krigsbrott begångna under andra världskriget inleds i Lyon, Frankrike.
- 17 maj – 37 personer omkommer då Irak avfyrar Exocetrobotar mot det amerikanska örlogsfartyget USS Stark i Persiska viken.
- 28 maj – 18-årige västtysken Mathias Rust landar med ett Cessnaflygplan på Röda torget i Moskva, efter att ha flugit från Västtyskland. Chefen för Sovjetunionens luftförsvar får sparken [3].

### Juni
- 4 juni – Riksrevisionsverket i Sverige fastslår att Bofors har betalat cirka 145 miljoner SEK i mutor i samband med kanonförsäljning till Indien [4].
- 8 juni – Den amerikanska presidenthustrun Nancy Reagan kommer till Stockholm för att delta i en kampanj mot narkotika.
- 11 juni – I Storbritannien vinner Margaret Thatcher sitt tredje raka val [1].
- 19 juni – ETA genomför ett bombdåd i Barcelona varvid 18 personer omkommer.
- 30 juni – Patrik Sjöberg, Sverige sätter utomhusvärldsrekord i höjdhopp för herrar med 2,42 meter [6].

### Juli
- 1 juli
  - Den svenska marinen fäller sjunkbomber mot en misstänkt ubåt i Törefjärden.
  - Sveriges Television omorganiseras i SVT1 och SVT2, två kanaler med olika profil.
- 2 juli – 125 personer omkommer vid en tåg- och lastbilkrock i Zaire [2].
- 4 juli – Klaus Barbie döms till livstids fängelse för brott mot mänskligheten i Lyon, Frankrike.
- 5 juli – Ett passagerarflygplan på väg från Arlanda till Ronneby landar av misstag på den lilla flygplatsen i Emmaboda.
- 7 juli – En tankbil med bensin exploderar i Herborn, Hessen, Västtyskland.

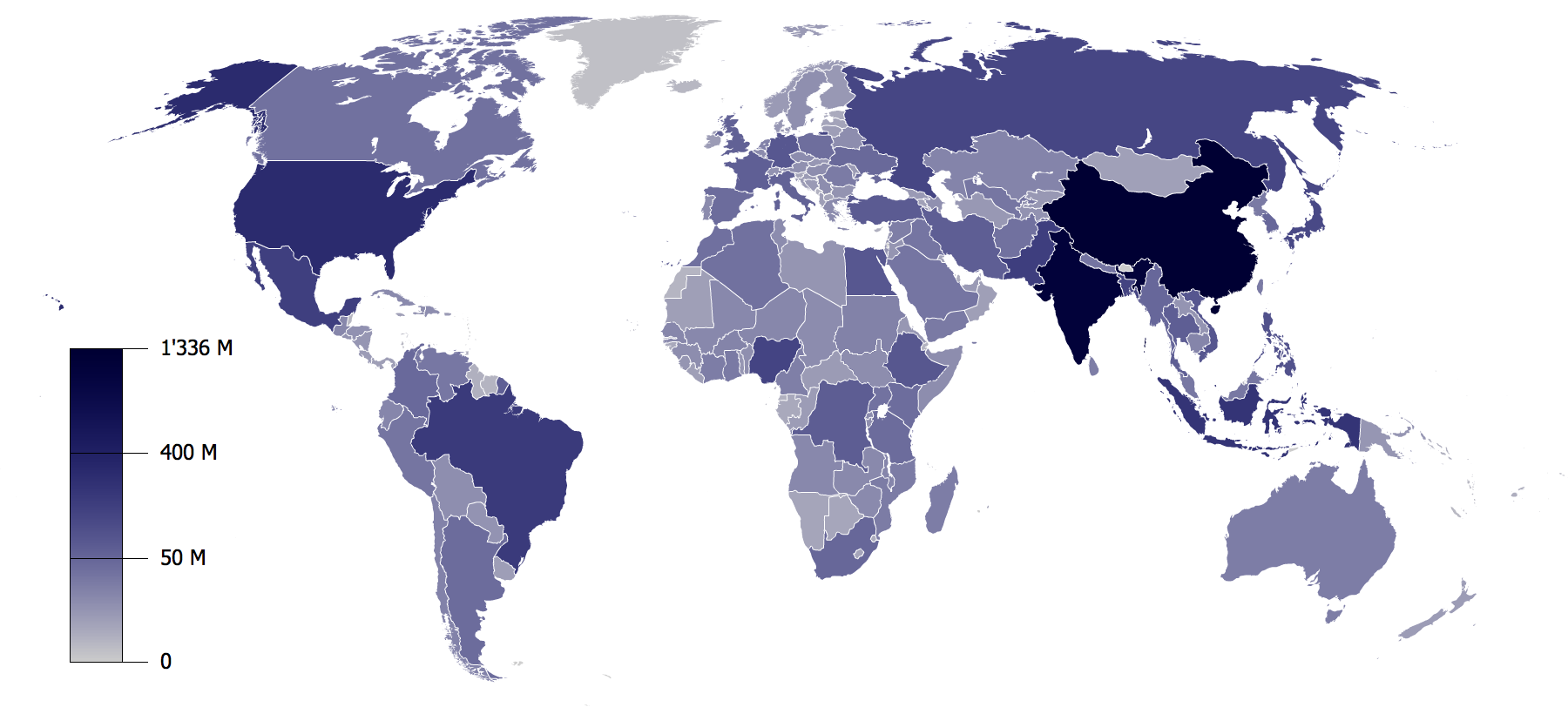
Jordens befolkning nådde fem miljarder den 11 juli.

- 11 juli – Jordens befolkning uppskattas av FN till fem miljarder i antalet då ett barn föds i Zagreb, Jugoslavien.[8]
- 19 juli
  - Femtio tunnor kreosot hittas intill en badplats i Vanån utanför Vansbro, Sverige. Fler tunnor hittas senare. De har dumpats i ån av SJ under 1960-talet [9].
  - Ett milslångt tjockoljebälte driver iland på svenska ön Ölands nordöstkust och drabbar bland annat Böda strand [9].

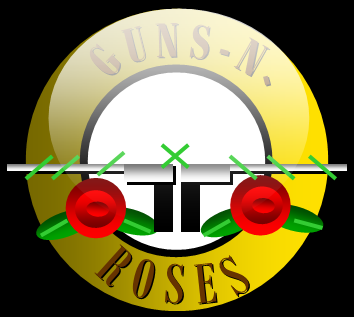
Guns N' Roses släpper sitt debutalbum Appetite for Destruction

- 21 juli – Det amerikanska hårdrocksbandet Guns N' Roses släpper sitt debutalbum Appetite for Destruction.
- 22 juli – Syrien blir ett rymdfararland då syriern Mohammed Faris åker med en sovjetisk rymdfarkost.
- 24 juli – Svenskan Ulrika Jonsson, 20 år, utpekas som prins Edward av Storbritanniens flickvän.
- 26 juli – En 11-åring och en 5-åring försvinner i Horndal och hittas ihjälfrusna i ett låst skyddsrum två dagar senare.
- 28 juli – En veckolång värmebölja inleds i Greklands huvudstad Aten, vilket leder till att 900 människor dör.
- 29 juli – Den svenske modeskaparen Sighsten Herrgård träder fram och berättar, att han håller på att utveckla sjukdomen AIDS [1]. Antalet HIV-smittade i Sverige är 1 500, och 71 svenskar har avlidit i AIDS [4].

### Augusti
- 1 augusti – En libanesisk flykting grips på en förläggning i Motala misstänkt för mord på premiärminister Rashid Karami.
- 4 augusti – På 75-årsdagen av Raoul Wallenbergs födelse firas detta i bland annat Sverige och USA.
- 8 augusti – Amerikanskan Lynne Cox blir först med att simma över Berings sund.
- 10 augusti

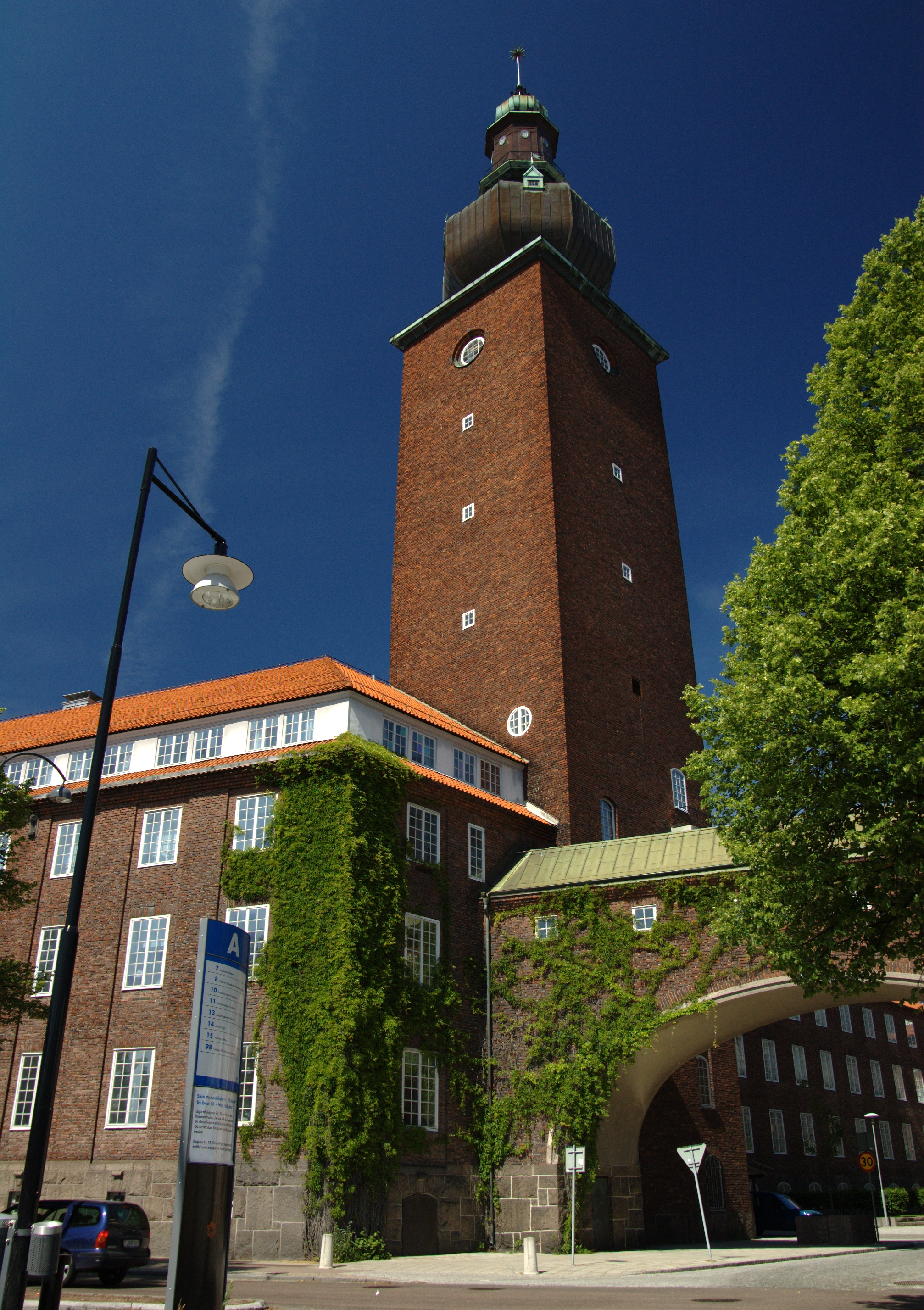
ABB.

- - Asea och schweiziska Brown Boveri offentliggör att man går samman till Asea Brown Boveri (ABB), med Percy Barnevik som den nya konstellationens VD [4].
  - Polis och ungdomsgäng drabbar samman i Kungsträdgården. Omkring 150 ungdomar grips under de så kallade Kungsträdgårdskravallerna.
- 13 augusti – Östen Johansson avgår som ordförande för Journalistförbundet efter kritik mot hans fastighetsaffärer.
- 16 augusti – 156 personer omkommer då ett amerikanskt passagerarflygplan störtar i strax efter start i Detroit, USA [2].
- 19 augusti – 16 personer skjuts ihjäl och 15 skadas i en masskjutning i Hungerford, England.
- 29 augusti – USA tillkännager att alla nya invandrare ska HIV-testas.
- 31 augusti
  - 83 personer omkommer då ett thailändskt flygplan störtar [2].
  - SVT börjar sända regionala nyheter för Stockholm och Uppsala.[10]

### September
- 5 september – En säkring i Kaknästornet går och hela Sverige blir utan radio och TV i två timmar.
- 9 september – Ingvar Carlsson besöker Vita huset i USA.
- 13 september – Tjockflytande spillolja drabbar västkusten på svenska ön Tjörn. Storm försvårar saneringen [9].
- 14 september
  - En tankbil exploderar efter att ha vält i en rondell i Stockholm.
  - Anker Jørgensen avgår som partiledare för Danmarks socialdemokrater.
- 18 september – Sovjetunionen och USA enas om att skrota alla landbaserade medeldistansrobotar [3].
- 23 september – USA inleder en serie militära operationer i Persiska viken [11].
- 24 september – I Sverige beslutar SAP:s partikongress att avskaffa kollektivanslutningen av LO-medlemmar till partiet [1].
- 27 september – En staty över Tage Danielsson avtäcks i Linköping.
- 28 september
  - Busslaster med kvinnor kommer till ungkarlstäta Pajala som firar 400-årsjubileum.
  - Skådespelaren Johannes Brost döms till en månads fängelse för innehav av kokain. I oktober går han ut offentligt och varnar andra för narkotika.

### Oktober
- 3 oktober – Den svenska FN-styrkan lämnar Cypern efter 24 år [7].
- 6 oktober
  - Fiji blir republik [12].
  - Stig Bergling, dömd till livstidsstraff för spioneri, rymmer ur fängelset då och försvinner spårlöst från Sverige med sin hustru Elisabeth under en delvis obevakad permission [1]. Efterspelet leder till att Sveriges justitieminister Sten Wickbom och Kriminalvårdsstyrelsens generaldirektör Ulf Larsson avgår [4].
- 10 oktober – USA utför militära operationer i Persiska viken [11].
- 12 oktober – Musikgruppen Twisted Sister splittras.
- 13 oktober – Bagdad utsätts för en robotattack från Iran varvid omkring 30 personer dör.
- 15 oktober – Storbritannien erkänner Fiji som republik [12].
- 15–16 oktober – En kraftig storm leder till minst 22 dödsfall i England och Frankrike.
- 19 oktober
  - Svarta måndagen inträffar. New York-börsen faller med 23 % på åtta timmar [1].
  - Sveriges justitieminister Sten Wickbom avgår på grund av Stig Berglings rymning.
- 20 oktober – USA utför militära operationer i Persiska viken [11].
- 22 oktober – Piloten på British Aerospace BAE Harrier GR5-registrerad ZD325 startar av misstag sitt flygplan vilket fortsätter flyga (obemannat) tills bränslet tar slut och flygplanet störtar i Irländska sjön.[13]
- 24 oktober – Den sydafrikanske gruvarbetaren Cyril Ramaphosa tar emot det nyinstiftade Olof Palmepriset.
- 27 oktober – Folke Pudas från Övertorneå i Sverige, som i sex år har kämpat för att få tillbaka sitt trafiktillstånd, får rätt mot Sverige i Europadomstolen, som anser att han borde fått överklaga då ett trafiktillstånd för linjebil drogs in 1983, då han svarade med att hungerstrejka i en låda på Sergels torg i Stockholm [4].

28 oktober
- - Två svenska läkare, av kvällspressen kallade "Obducenten" och "Allmänläkaren" , grips för styckmordet på prostituerade Catrine da Costa.
  - Med röstsiffrorna 153-116 beslutar Riksdagen att de lokala skattemyndigheterna och Försäkringskassan övertar folkbokföringen från Svenska kyrkan.

### November
- 8 november
  - IRA bombar Enniskillen i Nordirland.
  - En tjänsteman vid Götabanken upptäcks ha gjort av med flera hundra miljoner kronor av bankens pengar på optionsaffärer.
  - Tjuvar länsar drottning Silvias svit på ett hotell i London.
- 12 november – Den svenska regeringen höjer belöningen för upplysningar som leder till uppklarande av Palmemordet från 5 till 50 miljoner SEK [6].
- 16 november – 9 personer omkommer och ett 131 skadas när två snabbtåg kolliderar vid Lerum utanför Göteborg [1].
- 18 november – 31 personer omkommer och ett 60-tal skadas vid en brand i tunnelbanestationen King's Cross St. Pancras i London, Storbritannien [2].
- 28 november – 160 personer omkommer då ett sydafrikanskt flygplan störtar i Indiska oceanen [2].
- 29 november – 115 personer omkommer då ett sydkoreanskt flygplan sprängs ovanför Andamansjön [2].

### December

Kanaltunneln börjar byggas.

- 1 december – Kanaltunneln mellan England och Frankrike börjar byggas.
- 5 december – Ett EG-möte i Köpenhamn slutar i total oenighet. Länderna kommer inte överens på någon punkt.
- 7 december – Intern kritik tvingar Socialdemokraternas ledare i Stockholm John-Olle Persson att avgå.
- 8 december
  - Michail Gorbatjov och Ronald Reagan undertecknar ett nedrustningsavtal vid en avspänd ceremoni i Vita huset, och avskaffar därmed alla landbaserade medeldistansrobotar [1].
  - Palestinier inleder den första intifadan i Gazaremsan och Västbanken mot Israel.[1].
- 9 december – Windows 2.0 släpps. Den nya versionen har bl.a. funktionen att fönster kan överlappa varandra.
- 11 december – 64 personer, de flesta barn, dödas vid en krock mellan tåg och skolbuss i Egypten [2].
- 17 december – Gustáv Husák avgår som generalsekreterare för Tjeckoslovakiens kommunistiska parti.
- 20 december – Minst 4 375 personer omkommer då färjan Doña Paz krockar med tankerfartyget MT Vector i Filippinerna [2].
- 28 december – Den tecknade TV-serien Teenage Mutant Ninja Turtles har premiär i USA med avsnittet Turtle Tracks [14].
- 31 december – Reklamfinansierade TV3 premiärsänder i det svenska kabelnätet [1]. Kanalen sänder från London via satellit [6], och bryter svenska statens TV-monopol [4] samt blir den första svenskägda reklamfinansierade TV-kanalen.

### Okänt datum
- New York blir första delstat i USA att införa dubbla säkerhetsbälten i större skolbussar.
- Sverige får en sambolag, där förhållandet mellan samboende, som ej är gifta, regleras. Makarna likställs vad gäller rättig- och skyldigheter i äktenskapsbalken.
- Sverige inför en lag om homosexuella samboenden.[15]
- KDS byter namn till Kristdemokratiska samhällspartiet (KD).
- Sveriges första kvinnliga justitieombudsman, Gunnel Norell Söderblom, utses.
- Anders Jacobsson och Sören Olsson ger ut Berts dagbok, första boken i Bertserien [16].
- Den civila fartygsproduktionen på Kockums läggs ner och man koncentrerar sig på militära fartyg.
- Romer likställs med samer och tornedalingar som etnisk minoritet i Sverige och får hemortsrätt.
- En svensk lag mot transitering av högteknologisk utrustning som kan klassas som krigsmateriel antas.
- Sverige inför handelsbojkott mot Sydafrika i protest mot landets apartheidpolitik.
- Den svenska regeringen beslutar att dra in biståndet till Vietnam om de vietnamesiska trupperna inte lämnar Kambodja.
- Carl Larssons målning Midvinterblot köps av en japansk konstsamlare för 10 miljoner kronor.
- Den första Österplanameteoriten hittas, ett av få upptäckta meteoritnedslag i Sverige.

## Födda

### Första kvartalet

#### Januari
- 1 januari
  - Patric Hörnqvist, svensk ishockeyspelare
  - Meryl Davis, amerikansk isdansare
- 7 januari – Davide Astori, italiensk fotbollsspelare.
- 12 januari – Naya Rivera, amerikansk skådespelare.
- 13 januari – Jack Johnson, amerikansk ishockeyspelare.
- 20 januari – Evan Peters, amerikansk skådespelare.
- 22 januari - Astrid Jacobsen, norsk längdskidåkare
- 24 januari
  - Luis Suárez, uruguayansk fotbollsspelare.
  - Alexander Bonsaksen, norsk ishockeyspelare
- 27 januari – Lily Donaldson, brittisk fotomodell.

#### Februari
- 2 februari - Gerard Piqué, spansk fotbollsspelare.
- 5 februari - Linus Omark, svensk ishockeyspelare.
- 9 februari
  - Michael B. Jordan, amerikansk skådespelare.
  - Magdalena Neuner, tysk skidskytt.
- 11 februari – Ebba Busch, svensk kristdemokratisk politiker.
- 20 februari – Miles Teller, amerikansk skådespelare.
- 21 februari – Ellen Page, kanadensisk skådespelare.
- 25 februari – Andrew Poje, kanadensisk isdansare.
- 26 februari – Johan Sjöstrand, svensk handbollsmålvakt.

#### Mars
- 1 mars – Kesha, amerikansk sångerska.
- 10 mars – Tuukka Rask, finländsk ishockeymålvakt.
- 17 mars – Bobby Ryan, amerikansk ishockeyspelare.
- 18 mars – Arnd Peiffer, tysk skidskytt.
- 19 mars – Dmitrij Malysjko, rysk skidskytt.
- 24 mars
  - Franziska Hildebrand, tysk skidskytt.
  - Stefanie Hildebrand, tysk skidskytt.

### Andra kvartalet

#### April
- 9 april – Verónica Boquete, spansk fotbollsspelare.
- 11 april – Joss Stone, brittisk sångerska.
- 12 april – Brendon Urie, amerikansk musiker (Panic! at the Disco).
- 24 april – Kris Letang, kanadensisk ishockeyspelare.
- 30 april – Gizem Erdogan, svensk skådespelare.

#### Maj
- 15 maj – Anais Bescond, fransk skidskytt.
- 22 maj – Novak Đoković, serbisk tennisspelare.

#### Juni
- 10 juni – Anna Nordqvist, svensk golfspelare.
- 17 juni – Kendrick Lamar, amerikansk rappare.
- 24 juni
  - Lionel Messi, argentinsk fotbollsspelare.
  - Oscar Alsenfelt, svensk ishockeymålvakt.
  - Pierre Vaultier, fransk snowboardåkare.
- 27 juni – Gustav Kasselstrand, svensk politiker.

### Tredje kvartalet

#### Juli
- 6 juli – Kate Nash, brittisk musiker.
- 7 juli – Veronica Wagner, svensk gymnast.
- 14 juli – Emma Knyckare, svensk komiker och programledare.
- 22 juli – Charlotte Kalla, svensk längdskidåkare.

#### Augusti
- 7 augusti – Sidney Crosby, kanadensisk ishockeyspelare.
- 16 augusti – Carey Price, kanadensisk ishockeymålvakt.
- 21 augusti – Anton Sjipulin, rysk skidskytt.
- 25 augusti – Blake Lively, amerikansk skådespelare och fotomodell.
- 26 augusti – Saara Hyrkkö, finländsk politiker.

#### September
- 2 september – Scott Moir, kanadensisk konståkare.
- 8 september – Wiz Khalifa, amerikansk rappare.
- 22 september – Tom Felton, brittisk skådespelare.
- 28 september – Hilary Duff, amerikansk skådespelare och sångerska.

### Fjärde kvartalet

#### Oktober
- 2 oktober – Phil Kessel, amerikansk ishockeyspelare.
- 18 oktober – Zac Efron, amerikansk skådespelare.
- 24 oktober – Charlie White, amerikansk isdansare.
- 26 oktober – Tommy Johansson, svensk multiinstrumentalist.
- 29 oktober – Tove Lo, svensk sångerska.

#### November
- 5 november – Kevin Jonas, amerikansk musiker och skådespelare.
- 14 november – Nour El Refai, svensk skådespelare och komiker.

#### December
- 3 december – Hedda Stiernstedt, svensk skådespelare.
- 30 december – Jeanette Ottesen, dansk simmare.

## Avlidna

### Första kvartalet

#### Januari
- 3 januari – William R. Poage, 87, amerikansk demokratisk politiker, kongressleadmot 1937–1978.
- 5 januari – Margaret Laurence, 60, kanadensisk författare.
- 9 januari – Olli Lyytikäinen, 37, finländsk målare, tecknare och fotograf.
- 10 januari – Håkan Malmrot, 86, svensk simmare.
- 14 januari
  - Douglas Sirk, 86, tysk-amerikansk filmregissör.
  - Rauli Somerjoki, 39, finländsk rocksångare.
- 15 januari – Carl-Fredrik Algernon, 61, svensk krigsmaterielinspektör.
- 16 januari – Joyce Jameson, 59, amerikansk skådespelare.
- 17 januari – Harry Darby, 91, amerikansk republikansk politiker och affärsman, senator 1949–1950.
- 21 januari – Lauri Haikola, 69, finländsk teolog.
- 22 januari – Barbro Alving, 78, svensk journalist[6].
- 27 januari – Ove Rainer, 61, svensk politiker, jurist och ämbetsman, generaldirektör för Postverket 1973–1982 och Sveriges justitieminister 1982–1983.
- 29 januari
  - Carlo Cassola, 69, italiensk författare.
  - Gerhard Klopfer, 81, tysk nazistisk politiker.
- 31 januari – Yves Allégret, 81, fransk regissör.

#### Februari
- 2 februari – Alistair MacLean, 64, brittisk författare.
- 4 februari
  - Liberace, 67, amerikansk pianist och underhållare.
  - Carl Rogers, 85, amerikansk psykolog.
- 7 februari – Claudio Villa, 61, italiensk sångare och skådespelare.
- 12 februari – Dennis Poore, 70, brittisk racerförare och entreprenör.
- 14 februari – Dmitrij Kabalevskij, 82, sovjetisk kompositör.
- 15 februari – Osmo Lindeman, 57, finländsk pianist och kompositör.
- 22 februari – Andy Warhol, 58, amerikansk bildkonstnär.

#### Mars
- 2 mars – Randolph Scott, 89, amerikansk skådespelare.
- 3 mars – Danny Kaye, 76, amerikansk skådespelare.
- 6 mars – Edward Zorinsky, 58, amerikansk politiker, senator 1976–1987.
- 16 mars – Johan Otto von Spreckelsen, 57, dansk arkitekt.
- 18 mars – Kari Diesen, 72, norsk skådespelare.
- 21 mars – Robert Preston, 68, amerikansk skådespelare.
- 23 mars – Walter Walford Johnson, 82, amerikansk demokratisk politiker, guvernör i Colorado 1950–1951.
- 28 mars – Patrick Troughton, 67, brittisk skådespelare.

### Andra kvartalet

#### April
- 1 april – Harald Johnsson, 88, svensk politiker (Bondeförbundet/Centerpartiet).
- 2 april – Buddy Rich, 69, amerikansk trumslagare.
- 11 april – Erskine Caldwell, 83, amerikansk författare.

#### Maj
- 3 maj – Dalida, 54, fransk sångerska.
- 4 maj – Paul Butterfield, 44, amerikansk musiker.
- 14 maj – Rita Hayworth, 68, amerikansk skådespelare.
- 17 maj – Gunnar Myrdal, 88, svensk nationalekonom och politiker (Socialdemokraterna), mottagare av Sveriges Riksbanks pris i ekonomisk vetenskap till Alfred Nobels minne 1974[6].

#### Juni
- 8 juni – Gustaf "Stålfarfar" Håkansson, 101, svensk cyklist och rikskändis.
- 22 juni – Fred Astaire, 88, amerikansk skådespelare och dansare.
- 24 juni – Jackie Gleason, 71, amerikansk komiker och skådespelare.
- 29 juni – Heribert Seitz, 83, svensk museiman och militärhistoriker.

### Tredje kvartalet

#### Juli
- 10 juli – John H. Hammond, 76, amerikansk musikproducent.
- 24 juli – Eugen Kogon, 84, tysk författare och sociolog.
- 25 juli – Malcolm Baldrige, 64, amerikansk republikansk politiker och affärsman, USA:s handelsminister 1981–1987.

#### Augusti

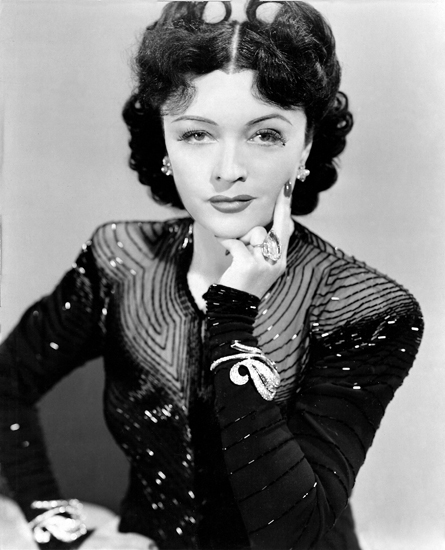
Den polsk-amerikanska skådespelaren Pola Negri avled den 1 augusti, 90 år gammal.

- Den polsk-amerikanska skådespelaren Pola Negri avled den 1 augusti, 90 år gammal.1 augusti – Pola Negri, 90, polsk-amerikansk skådespelare.
- 17 augusti – Rudolf Hess, 93, tysk nazistisk politiker.
- 24 augusti – Bayard Rustin, 75, amerikansk medborgarrättskämpe.
- 28 augusti – John Huston, 81, amerikansk regissör.
- 29 augusti – Lee Marvin, 63, amerikansk skådespelare.

#### September
- 1 september – Gerhard Fieseler, 91, tyskt flygaräss och flygplanskonstruktör.
- 4 september – Richard Marquand, 49, brittisk regissör.
- 9 september – Vera Schmiterlöw, 83, svensk skådespelare.
- 11 september
  - Lorne Greene, 72, kanadensisk skådespelare.
  - Peter Tosh, 42, jamaicansk musiker.
- 15 september – Erik Lundberg, 80, svensk nationalekonom.
- 16 september – Martta Salmela-Järvinen, 95, finländsk politiker och författare.
- 19 september – Einar Gerhardsen, 90, norsk politiker, Norges statsminister 1945–1951, 1955–1963 och 1963–1965.
- 21 september
  - Sven Andersson, 77, svensk politiker (Socialdemokraterna) och statsråd.
  - Jaco Pastorius, 35, amerikansk basist.
- 25 september – Mary Astor, 81, amerikansk skådespelare.
- 29 september – Henry Ford II, 70, amerikansk industriman, chef för Ford Motor Company 1945–1960.
- 30 september – Alfred Bester, 73, amerikansk författare.

### Fjärde kvartalet

#### Oktober
- 3 oktober – Jean Anouilh, 77, fransk författare.
- 4 oktober – Kalervo Palsa, 40, finländsk konstnär.
- 13 oktober
  - Kishore Kumar, 58, indisk sångare.
  - Sven Sörmark, 64, svensk chefredaktör och kriminalförfattare.
- 20 oktober – Andrej Kolmogorov, 84, sovjetisk matematiker.
- 29 oktober – Woody Herman, 74, amerikansk jazzmusiker.

#### November
- 6 november – Arne Borg, 86, svensk tävlingssimmare[6].
- 12 november – Cornelis Vreeswijk, 50, nederländsk-svensk trubadur och visdiktare[7].
- 13 november – Kishi Nobusuke, 90, japansk politiker, Japans premiärminister 1957–1960.
- 14 november – Pieter Menten, 88, nederländsk konsthandlare och dömd krigsförbrytare.
- 18 november – Jacques Anquetil, 53, fransk tävlingscyklist.
- 21 november – Jim Folsom, 79, amerikansk demokratisk politiker, guvernör i Alabama 1947–1951 och 1955–1959.
- 22 november – W. Haydon Burns, 75, amerikansk demokratisk politiker, guvernör i Florida 1965–1967.
- 24 november – Gunnar Heckscher, 78, svensk politiker, ambassadör och professor i statsvetenskap, Högerpartiets partiordförande 1961–1965.

#### December
- 1 december – James Baldwin, 63, amerikansk författare.
- 10 december – Jascha Heifetz, 86, litauisk-amerikansk violinist.
- 14 december – Gerard Bonnier, 70, svensk förläggare.
- 17 december – Marguerite Yourcenar, 84, fransk författare.
- 24 december – Joop den Uyl, 68, nederländsk politiker, Nederländernas premiärminister 1973–1977.
- 29 december – Hans Viksten, 61, svensk konstnär.

## Nobelpris[17]
- Fysik
  - J Georg Bednorz, Västtyskland
  - K Alexander Müller, Schweiz
- Kemi
  - Donald J Cram, USA
  - Jean-Marie Lehn, Frankrike
  - Charles J Pedersen, USA
- Medicin – Susumu Tonegawa, Japan
- Litteratur – Joseph Brodsky, USA
- Fred – Óscar Arias, Costa Rica
- Ekonomi – Robert Solow, USA

### Fotnoter
1. 1 2 3 4 5 6 7 8 9 10 11 12 13 14  20:e århundrades När Var Hur – 1987, Bernt Himmelstedt, Forum, 1999
2. 1 2 3 4 5 6 7 8 9 10 11 12 13  Faktakalendern 1996, Semic, 1995
3. 1 2 3 4 5 6 7 8  100 år med Aftonbladet – 1987, 1999
4. 1 2 3 4 5 6 7 8 9 10 11  Sverige 1900-talet – 1987, NE, Bra Böcker, 2000
5. ↑  Uppslagsordet boforsaffären från Nationalencyklopedins internettjänst. Läst 1 augusti 2011.
6. 1 2 3 4 5 6 7 8 9 10  Hundra år i Sverige – 1987, Hans Dahlberg, Albert Bonniers, 1999
7. 1 2 3  Faktakalendern 2000 – 1987 (Sverige), 1999
8. ↑  ”And Baby Makes Five Billion: U.N. Hails a Yugoslav Infant – New York Times”. http://query.nytimes.com/gst/fullpage.html?res=9B0DE7DB123EF931A25754C0A961948260.
9. 1 2 3  Faktakalendern 1997, Semic, 1996
10. ↑  ”Dina lokala nyheter firar 30 år i dag”. SVT Nyheter. https://www.svt.se/nyheter/lokalt/stockholm/vi-fyller-30-idag. Läst 10 september 2017.
11. 1 2 3  Grimmett, Richard F. (5 oktober 2004). ”Instances of Use of United States Armed Forces Abroad, 1798 – 2004”. Naval History and Heritage Command. https://www.history.navy.mil/research/library/online-reading-room/title-list-alphabetically/i/use-of-armed-forces-abroad-1798-2004.html.
12. 1 2  ”World Statesmen”. http://www.worldstatesmen.org/Fiji.html.
13. ↑  ”Accidental and fatal ejection over southern England [Archive]  - PPRuNe Forums”. http://www.pprune.org/archive/index.php/t-182748.html.
14. ↑  ”TV.com”. Arkiverad från originalet den 4 juni 2011. https://web.archive.org/web/20110604111422/http://www.tv.com/teenage-mutant-ninja-turtles-1987/turtle-tracks/episode/45510/summary.html?tag=ep_guide;summary.
15. ↑  Sverige 1900-talet – Är du likaberättigad, lilla vän?, NE, Bra Böcker, 2000
16. ↑  ”Bert”. Arkiverad från originalet den 2 oktober 2011. https://web.archive.org/web/20111002072925/http://www.soren-anders.se/item.aspx?id=595.
17. ↑  ”Nobelpriset”. https://www.nobelprize.org/prizes/lists/all-nobel-prizes/. Läst 10 april 2011.